# موش چمنی کوهستان
موش چمنی کوهستان (نام علمی: Akodon aerosus) نام یک گونه از سرده موش‌های چمنی است.